# Varenská Office Center
Varenská Office Center (dříve Dům vodohospodářů) je kancelářská výšková budova na Varenské ulici v Ostravě. V patnácti nadzemních a dvou podzemních podlažích se nachází celkem 8 000 m² kancelářských ploch a 500 m² skladů a garáží, výška je 50 m. Budovu v roce 2007 zrekonstruovala společnost ECM Real Estate Investments.
Budova se objevila v 1. díle československého seriálu Velké sedlo (1985).